# Old Radnor
Old Radnor (gallois: Pencraig) est une ville et une commune du Powys (historiquement dans le Radnorshire), au Pays de Galles. La commune comprend les villages de Yardro, Dolyhir, Burlingjobb, Walton et Evenjobb, ainsi que Old Radnor lui-même. Lors du recensement de 2001 et du recensement de 2011, la communauté comptait 741 habitants (390 hommes et 351 femmes) dans 323 ménages.
Old Radnor se trouve sur une voie près de l'A44, à l'ouest de la limite avec le comté anglais de Herefordshire. La ville de New Radnor, qui a remplacé Old Radnor en tant que chef-lieu du comté de Radnorshire, se trouve à l'ouest de Old Radnor. Le Riddings Brook, un affluent de la rivière Lugg, a sa source près de Old Radnor. Old Radnor abrite un pub, le Harp Inn, une ferme du XVe siècle.

## Source
Wikipedia anglais